# Hellfire Corner
Gli Hellfire Corner, anche riportati in talune occasioni come Hellfire Club sono un gruppo hard rock statunitense di Los Angeles, California nel 1987.

## Storia
La band era originariamente composta da Gary Brewer, Dan Wilkie, Danny Miranda e Harry James (futuro Thunder). 
La band incise un album, intitolato Hard Pusher, dopodiché di sciolse. Tuttavia, nel 2007, la band si ricostituì, con i membri storici Brewer e Wilkie, che nel frattempo avevano iniziato la carriera solista, e con l'aggiunta di Mark Luckhurst (ex Thunder) e Tony Richards (ex Great White).

## Formazione

### Formazione attuale
- Gary Brewer - voce, chitarra (1987-1989; 2007-prrsente)
- Dave Wilkie - chitarra (1987-1989; 2007-presente)
- Mark Luckhurst - basso (2007-presente)
- Tony Richards - batteria (2007-presente)

### Ex componenti
- Jay Reynolds - chitarra (1987-1989)
- Danny Miranda - basso (1987-1989)
- Harry James - batteria (1987-1989)

## Discografia

### Album in studio
- 1988 - Hard Pushed
- 2008 - Hellfire Corner

### EP
- 1990- Hellfire Corner